# 下山村站
下山村站（日语：／ Shimoyamamura eki */?）是位於長野縣飯田市鼎下山，東海旅客鐵道（JR東海）的飯田線車站。

## 歷史
曾經此站鄰近製絲公司「天龍社」工場，設有通勤乘客通使用。近年有許多飯田OIDE長姬高等學校（舊飯田長姬高等學校）學生使用此站。另外，來自飯田線南邊飯田高等學校的學生也會使用此站。
- 1926年（昭和2年）12月17日 - 伊那電氣鐵道（日语：伊那電気鉄道）伊那八幡站至飯田站之間開通，此站啟用（下山村停留場）[1]。為旅客車站。
- 1943年（昭和18年）8月1日 - 伊那電氣鐵道線被國有化，成為飯田線的一部分[3]。同時升級至車站，名為下山村站。
- 1948年（昭和23年）5月21日 - 結束貨物起卸業務[4]。
- 1971年（昭和46年）12月1日 - 結束行李起卸業務。
- 1987年（昭和62年）4月1日 - 伴隨國鐵分割民營化，車站由東海旅客鐵道（JR東海）營運。

## 車站構造
車站是一座地面車站，設有1面1線單式月台。
此站由飯田站管理的無人車站。此站沒有車站大樓，月台上設有候車室。

## 使用狀況
根據「飯田市統計書」，以下為1日平均乘車人次列表：
| 年度 | 1日平均 乘車人次 |
| ---- | ---------------- |
| 2003 | 71               |
| 2004 | 72               |
| 2005 | 64               |
| 2006 | 56               |
| 2007 | 53               |
| 2008 | 52               |
| 2009 | 41               |
| 2010 | 38               |
| 2011 | 44               |
| 2012 | 47               |
| 2013 | 52               |
| 2014 | 46               |
| 2015 | 38               |
| 2016 | 39               |
| 2017 | 39               |

## 下山短跑
長野縣飯田高等學校最近的車站是伊那上鄉站。而此站距離該站6.4公里，這段區間的走線呈Ω狀，兩站之間的直線距離只有2公里。此外，若列車在飯田站進行列車交會時，列車行駛時間需要20分鐘以上。飯田高校的學生會在此站下車，然後跑回學校上學。究極超人R介紹了這個地方，並設有俗稱「下山短跑」。
但是實際上，此站往伊那上鄉站的高低差為正73米（向上坡度），途中需要橫過國道151號，因此在安全上不建議這樣做。

## 車站周邊
- 綠年廣場（JA南信州 生產部）（飯田市豐業振興中心）[1]
- 天龍社（製絲工場）鼎工場遺址[1]
- 西友飯田鼎店
- 飯田女子高等學校（日语：飯田女子高等学校） - 與上述飯田高校同樣，設有學生「下山短跑」上學。

## 相鄰車站
東海旅客鐵道（JR東海）
 飯田線
伊那八幡－下山村－鼎

## 注腳
1. 1 2 3 4 5 6 7 8 9 10 11 12 13 14 15 16 17 18 19  信濃毎日新聞社出版部. . 信濃毎日新聞社. 2011-07-24: 216. ISBN 9784784071647.
2. 1 2 3 4 5 6 7  . 朝日新聞 (朝日新聞社). 2003-05-20: 30（東京地方版／長野） （日语）.
3. ↑  「鉄道省告示第204号」『官報』1943年7月26日（國立國會圖書館數碼化收藏）
4. ↑  「運輸省告示第153号」『官報』1948年5月17日（國立國會圖書館數碼化收藏）